# いつのまにか
「いつのまにか」は、松山千春が1988年5月25日にリリースした25枚目のシングルである。

## 解説
A面・B面ともに、同時リリースのアルバム『自由の彼方へ』に収録されている。

## 収録曲
| 全作詞・作曲: 松山千春。 |                  |           |            |          |      |
| #                        | タイトル         | 作詞      | 作曲・編曲 | 編曲     | 時間 |
| 1.                       | 「いつのまにか」 | 松山千春  | 松山千春   | 有坂秀一 | 5:41 |
| 2.                       | 「幸せ」         | 松山千春  | 松山千春   | 丸山政幸 | 3:53 |
| 合計時間:                | 合計時間:        | 合計時間: | 9:34       |          |      |

## メディアでの使用
| #   | 曲名     | タイアップ                     |
| --- | -------- | ------------------------------ |
| B-1 | 「幸せ」 | アサヒ緑健『緑効青汁』CMソング |